# Tolpiodes fasciata
Tolpiodes fasciata är en fjärilsart som beskrevs av Rothschild 1913. Tolpiodes fasciata ingår i släktet Tolpiodes och familjen nattflyn. Inga underarter finns listade i Catalogue of Life.